# Lichanura
Genre
Lichanura est un genre de serpents de la famille des Boidae.

## Répartition
Les espèces de ce genre se rencontrent :
- aux États-Unis en Californie et en Arizona ;
- au Mexique en Basse-Californie et au Sonora.

## Liste des espèces
Selon The Reptile Database (11 décembre 2013) :
- Lichanura orcutti Stejneger, 1889
- Lichanura trivirgata Cope, 1861

## Publication originale
- Cope, 1861 : Contributions to the ophiology of Lower California, Mexico and Central America. Proceedings of the Academy of Natural Sciences of Philadelphia, vol. 13, p. 292-306 (texte intégral).